# Fort de Dabou
Le fort de Dabou, aussi appelé fort Faidherbe ou fort Binger, est un fort historique de la commune de Dabou, dans le district des Lagunes, en Côte d'Ivoire.
Il est le bâtiment militaire français le plus ancien de Côte d'Ivoire.

## Historique

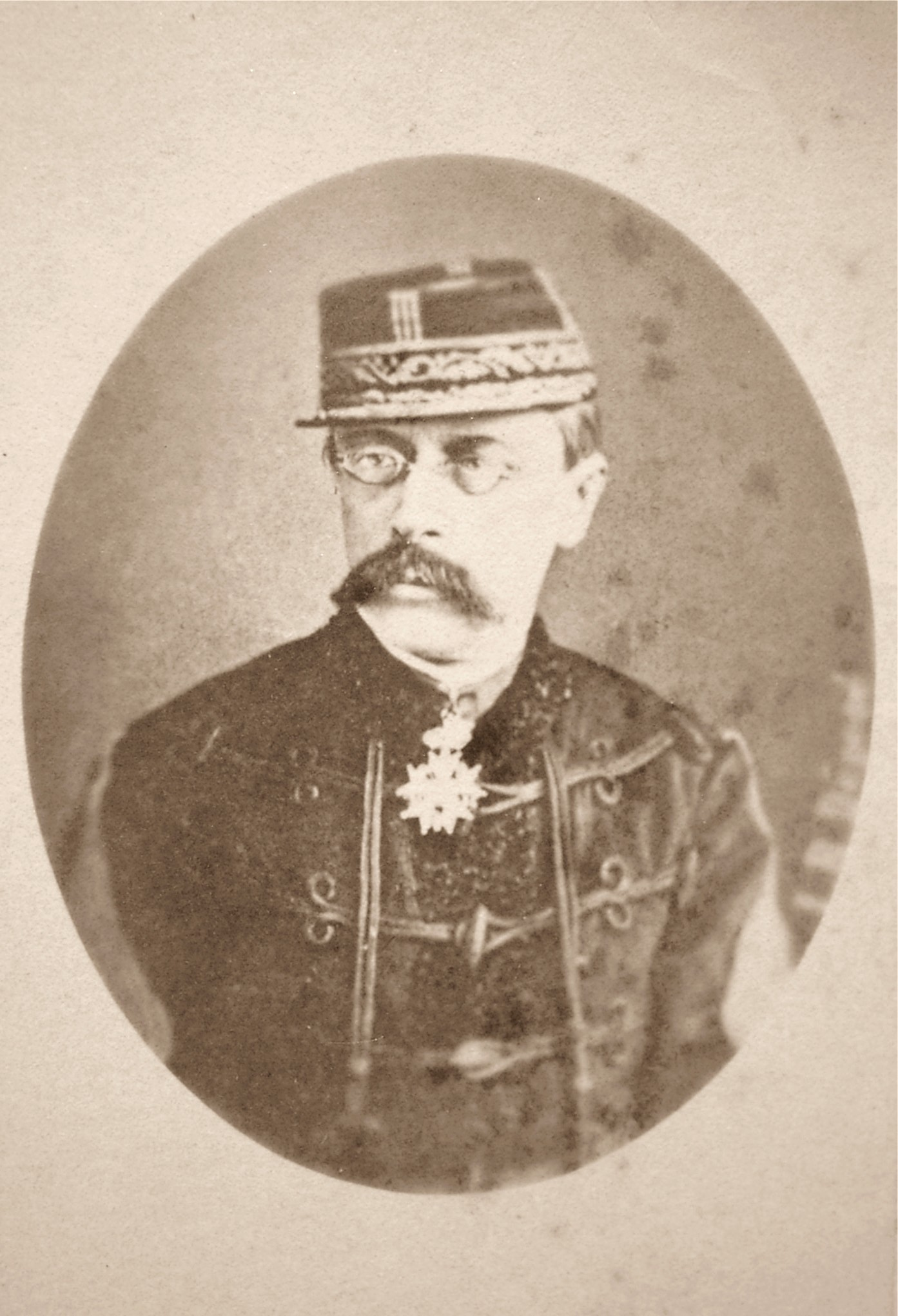
Louis Faidherbe, futur Maréchal de France, ordonna la construction du fort au début des années 1850.

La parcelle de terrain du fort aurait été donnée en cadeau par les chefs du village de Débrimou lors de la signature du traité de Dabou, qui accordait un monopole du commerce aux négociants français dans la zone des lagunes, et contribuait à contrer l'influence anglaise croissante dans le golfe de Guinée.
Le fort Faidherbe fut construit en dix jours seulement par le commandant Faidherbe (par ailleurs fondateur de la ville de Saint-Louis au Sénégal) et inauguré le 10 octobre 1853, sur la rive nord-ouest de la lagune Ébrié, à la suite de l'expédition du contre-amiral Auguste Baudin, qui commandait l'escadre des côtes occidentales d'Afrique. Il avait alors pour double but de protéger la zone des navires anglais et de contrôler le commerce dans la lagune. Il s'agissait également de surveiller les tribus Jack-Jacks et Boubourys, avec lesquelles les Français avaient passé des accords de commerce.
A cette époque, dans la seconde moitié du XIXe siècle, les Français n'avaient pas pour objectif de contrôler l'arrière pays de la Côte d'Ivoire mais se bornaient à sécuriser le commerce maritime entre la côte des lagunes et l'Europe continentale. Ainsi, le fort Faidherbe était un point d'appui essentiel dans le développement du commerce maritime (huiles, cacao, sucre, bois, café, etc.) entre Dabou et Grand-Bassam.
Durant la bataille de Sedan, l'armée française coula un navire de guerre allemand sur l'océan Atlantique depuis le fort de Dabou. Après la défaite française contre la Prusse en 1871, le gouvernement rappela la modeste garnison qui se tenait à Dabou. Arthur Verdier, devenu le nouveau résident de France à l'ancienne capitale Grand-Bassam, laissa le fort de Dabou à l'abandon.
À partir de 1890, des projets de réutilisation du fort furent lancés. À son arrivée en Côte d'Ivoire en 1893, Louis-Gustave Binger, premier gouverneur de la colonie ivoirienne, trouve le fort dans un état de délabrement avancé et entreprend de le faire rénover. Il y travailla avec un charpentier et deux maçons – sous l’œil du commis aux affaires indigènes Charles Monteil. Sous le commandement de Binger, Dabou devint l'un des postes administratifs du littoral, servant de bureau des douanes et de garnison à 125 miliciens.
En 1894, c'est un certain adjudant Drinot qui en est le commandant.
Les missionnaires Pères Bedel et Alexandre Hamard y dormiront quelque temps à leur arrivée dans la région le 28 septembre 1896. Ils arrivaient pour aménager une concession de leur mission, soit deux cents hectares sur une colline face au fort, qui devait servir d'orphelinat agricole. Le débroussaillage achevé, un potager fut créé, cinq cents caféiers furent plantés accompagnés de cacaoyers. L'école commença à instruire des garçons des villages voisins: ils apprirent à lire, à calculer et furent formés aux métiers de menuisier et de maçon.
Le 11 juillet 1899, les pères furent remplacés par les Sœurs Notre-Dame-des-Apôtres pour fonder une école en internat d'une quinzaine de jeunes filles, dite « l'école des fiancées » où il était dispensé un enseignement préparant ces jeunes filles au mariage. Cette école des sœurs fonctionna jusqu'en 1913, date à laquelle elle sera fermée au profit de l'institution de Jacqueville.
Au début du XXe siècle (vers 1902), une partie du fort est détruite par un incendie et reconstruite à l'identique.
Il fut peu à peu oublié après l'indépendance ivoirienne.
Depuis les années 2000, le fort a fait l'objet de plusieurs tentatives d'inclusion dans un circuit de développement touristique, souvent sans succès. Dans les années 2010, un guide touristique y avait élu domicile.

## Architecture

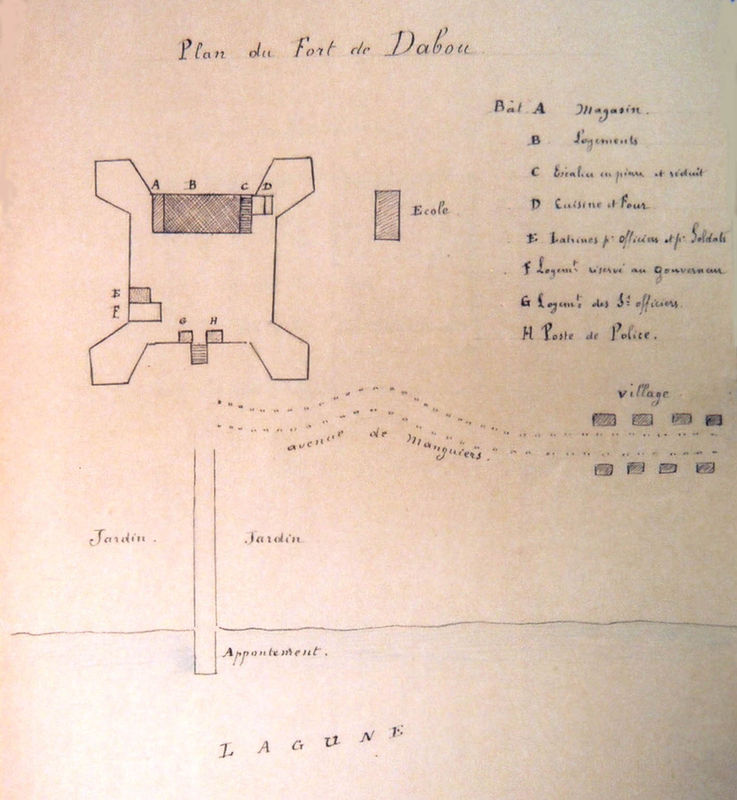
Plan du fort de Dabou à la fin du XIXe siècle

Originellement, le mur d'enceinte avait 6 mètres de hauteur et son escalier central donnait sur une terrasse desservant les quatre faces d'un carré ayant environ quarante mètres de côté. Aujourd'hui le bâtiment principal fait environ 20 mètres de côté.
Le fort fut construit légèrement en hauteur par rapport à la lagune afin d’éviter des submersions saisonnières et de permettre à l’éclaireur en poste de contrôler les navires qui accostaient la nuit pour ne pas être surpris par d'éventuels envahisseurs.
Les murs du bâtiment et des terrassements ont été fabriqués à partir de briques faites de béton et de fer, ce qui les rend résistants au climat tropical et ce qui explique que, malgré le peu d'entretien des autorités locales, le fort soit encore debout.
Dans la cour du fort se trouvait la maison du gouverneur – un appartement à deux niveaux. Le gouverneur du fort (puis de la province administrative) occupait le premier niveau. Un témoignage local nous rapporte que: « lors des fêtes, le gouverneur restait sur sa dalle pour regarder les habitants danser et festoyer ».
Le fort possédait aussi un centre d’exécution, lieu d’emprisonnement et d’exécution des opposants politiques ou criminels violents. Ces prisonniers étaient enchaînés dans l'une des caves du fort puis abattus par un militaire caché dans l’un des garages qui lui servait de bunker. L’exécution se faisait à travers deux petits trous dans le mur de ce garage qui laissaient passer le bout des canons visant directement la victime.

## Visite
La visite du site est libre et gratuite.